# Fong Yee Pui
Fong Yee Pui (方綺蓓S, lett. "fong ji pui"; Hong Kong, 24 dicembre 1991) è un'ex velocista hongkonghese. 
Ha preso parte ai Giochi olimpici di Londra 2012.

## Palmarès
| Anno | Manifestazione             | Sede      | Evento      | Risultato        | Prestazione | Note                                     |
| ---- | -------------------------- | --------- | ----------- | ---------------- | ----------- | ---------------------------------------- |
| 2009 | Giochi dell'Asia orientale | Hong Kong | 400 m piani | 5ª               | 58"06       |                                          |
| 2009 | Giochi dell'Asia orientale | Hong Kong | 4x400 m     | 4ª               | 3'54"17     |                                          |
| 2010 | Asiatici juniores          | Hanoi     | 200 m piani | 4ª               | 25"85       |                                          |
| 2010 | Asiatici juniores          | Hanoi     | 4x400 m     | Bronzo           | 4'13"78     |                                          |
| 2011 | Asiatici                   | Kōbe      | 100 m piani | Batteria         | 12"25       |                                          |
| 2011 | Asiatici                   | Kōbe      | 200 m piani | Batteria         | 25"09       |                                          |
| 2011 | Asiatici                   | Kōbe      | 4x100 m     | 4ª               | 44"62       |                                          |
| 2011 | Universiadi                | Shenzhen  | 100 m piani | Quarti di finale | 12"05       |                                          |
| 2011 | Universiadi                | Shenzhen  | 4x100 m     | Batteria         | 45"50       | Miglior prestazione personale stagionale |
| 2012 | Asiatici indoor            | Hangzhou  | 60 m piani  | Semifinale       | 7"65        |                                          |
| 2012 | Mondiali indoor            | Istanbul  | 60 m piani  | Batteria         | 7"67        |                                          |
| 2012 | Giochi olimpici            | Londra    | 100 m piani | Batteria         | 11"98       |                                          |
| 2013 | Asiatici                   | Pune      | 100 m piani | Batteria         | 11"92       |                                          |
| 2013 | Asiatici                   | Pune      | 4x100 m     | 5ª               | 46"28       |                                          |
| 2013 | Mondiali                   | Mosca     | 100 m piani | Batteria         | 12"15       |                                          |
| 2013 | Giochi dell'Asia orientale | Tianjin   | 100 m piani | 6ª               | 12"14       |                                          |
| 2013 | Giochi dell'Asia orientale | Tianjin   | 4x100 m     | 4ª               | 46"31       |                                          |
| 2014 | Asiatici indoor            | Hangzhou  | 60 m piani  | 4ª               | 7"55        | =                                        |
| 2014 | Mondiali indoor            | Sopot     | 60 m piani  | Batteria         | 7"58        |                                          |
| 2014 | Giochi asiatici            | Incheon   | 100 m piani | Batteria         | 12"43       |                                          |
| 2014 | Giochi asiatici            | Incheon   | 4x100 m     | 8ª               | 46"14       |                                          |